# Bruce High Quality Foundation
Bruce High Quality Foundation — нью-йоркская группа анонимных художников, созданная в 2001 году.

## История группы
Согласно легенде, 11 сентября 2001 года во Всемирном торговом центре погиб гениальный и никому не ведомый скульптор Брюс Хай Кволити (Bruce High Quality). Через несколько лет шесть молодых художников назвали в честь фантастического покойника свою группу.

## Выставки
- 2013 — «Ода к радости: 2001-2013». Бруклинский музей, Нью-Йорк.[1]
- 2012 — «История искусства и Труд». Левер Хаус, Нью-Йорк[2].

## Цитаты
- «Кажется, что Bruce High Quality Foundation — это редкий случай „искусства для искусства“, полностью равного самому себе. Несмотря на то что все оно — полностью про контекст, соотношение вещей и тенденций внутри арт-мира, удовольствие, радость от него — именно в освобождении, ниспровержении контекста. В этой избитой формуле „искусство для искусства“ новое значение получает предлог „для“. Это „для“ — не продолжающее, воспроизводящее привычный эстетический и этический механизм, а всякий раз прерывающее его: искусство, освобождающее от „искусства“, выполняющее веселую санитарную миссию в мире перепроизводства образов и стратегий»[1] — Игорь Гулин, 2013.

## В России
- В 2011 году в рамках проекта «Лето в Новой Голландии» группа «The Bruce High Quality Foundation» представила петербургской публике инсталляцию «Апология» и видеопрограмму короткометражных фильмов[2].